# Neteldieren
De neteldieren (Cnidaria) vormen een stam van in water levende dieren. De stam omvat de schijfkwallen, de kubuskwallen, de hydroïdpoliepen en de bloemdieren. Neteldieren leven uitsluitend in het water, de meeste in zee, maar er zijn ook groepen die in zoet water leven. Voorheen werd in plaats van neteldier het woord holtedier (Coelenterata) gebruikt om deze stam aan te geven. Dit wordt echter ontraden, omdat deze benaming niet alleen voor de neteldieren wordt gebruikt, maar ook voor de niet-verwante ribkwallen en vroeger ook voor sponsdieren.
Neteldieren kenmerken zich door hun netelcellen; gespecialiseerde cellen met gifpijltjes die ze gebruiken om prooien te verlammen of roofdieren af te schrikken. Het lichaam van een neteldier is eenvoudig van bouw en bestaat voornamelijk uit mesoglea. De levenscyclus van neteldieren valt uiteen in twee stadia: de poliep die vastzit aan de bodem, en de meduse die vrij rondzwemt. Zowel de poliep (bijv. een koraal of zeeanemoon) als de meduse (bijv. een volwassen kwal) hebben flexibele tentakels rond hun mondopening.
Neteldieren komen al lang op aarde voor: ze zijn zeer vroeg in de evolutie afgesplitst van de andere dieren (de Bilateria). Aangezien ze voor een groot gedeelte geen hard skelet maken, zijn de fossiele bewijzen van hun bestaan slechts beperkt tot de steenkoralen en enkele bij toeval goed bewaarde afdrukken van kwallen en kwalachtigen. Het vroegst bekende, complexe meercellige leven op Aarde, de Ediacara-fauna dat dateert van 542-630 miljoen jaar geleden, bevat al duidelijke fossielen van neteldieren.

## Anatomie
Het basisplan van de neteldieren is een eenvoudig gebouwd lichaam met een enkele (mond)opening. Zowel voedsel als afvalstoffen passeren door deze opening. Rond de opening zitten tentakels of vangarmen waarin gespecialiseerde cellen zitten die harpoentjes uit kunnen schieten. Dit zijn de netelcellen waaraan deze dieren hun naam te danken hebben. Het gif dat uit deze harpoentjes gescheiden wordt, verlamt prooien die daarna door de tentakels naar de mond gebracht worden. In tegenstelling tot bijvoorbeeld sponsdieren hebben neteldieren duidelijk verschillende organen: zo hebben zij een opperhuid, een gastrovasculaire holte voor vertering en een eenvoudig (diffuus) zenuwstelsel.
Neteldieren komen voor als sessiele poliepen of vrijzwemmende medusen. De bloemdieren – de koralen en zeeanemonen – komen enkel als poliep voor en zijn dus hun hele leven vastgehecht aan het substraat. De schijfkwallen en kubuskwallen zijn daarentegen vooral te herkennen aan hun meduse, het dominante stadium van hun levenscyclus. Een volwassen kwal heeft meestal een parapluvormig lichaam, voornamelijk opgebouwd uit een zachte, geleiachtige substantie genaamd mesoglea. Deze lichaamsstructuur komt bij alle neteldieren voor en geeft stevigheid en beweeglijkheid. Hydroïdpoliepen vertonen zowel de poliep als de meduse.

## Ontwikkeling
De levenscyclus van het neteldier bevat in principe twee stadia: een poliepstadium en een kwalstadium. In het poliepstadium zit het dier meestal vast aan de ondergrond met mond en vangarmen naar boven. In het kwalstadium drijft het dier met de stroming in zee mee met vangarmen en mond naar beneden toe. Bij koralen en zeeanemonen zijn de poliepstadia het belangrijkst en is het kwalstadium het larvale stadium. Bij kwallen is dit andersom. Bij neteldieren komen zowel geslachtelijke als ongeslachtelijke voortplanting voor.

## Taxonomische indeling
De Cnidaria worden onderverdeeld in enkele onderstammen en klassen:
Stam Cnidaria
- - Klasse Bloemdieren (Anthozoa) - inc. koralen
    - Onderklasse: Hexacorallia—Zoantharia, Ceriantharia (viltkokeranemonen)
    - Onderklasse: Octocorallia
- Onderstam Medusozoa—kwallen:[6]
  - Klasse Kubuskwallen (Cubozoa)—Australische zeewesp
  - Klasse Hydroïdpoliepen (Hydrozoa)—hydra-achtige dieren
  - Klasse Schijfkwallen (Scyphozoa)
  - Klasse Staurozoa—gesteelde kwallen
  - Klasse Polypodiozoa—parasieten
- Onderstam Myxozoa—parasieten
  - Klasse Malacosporea
  - Klasse Myxosporea

Koralen, kwallen en zeeanemonen behoren alle tot de stam Cnidaria.
De belangrijkste klasse voor de koraalriffen is de klasse van Anthozoa. Deze is verdeeld in twee onderklassen: de Hexacorallia met de orde Zoantharia en de Octocorallia, ook wel Alcyonaria. De voorvoegsels Hexa- en Octo- verwijzen naar het aantal poliepen dat het dier heeft: zes of een veelvoud van zes bij de Hexacorallia, acht bij de Octocorallia.

Verschillende bloemdieren (Anthozoa)
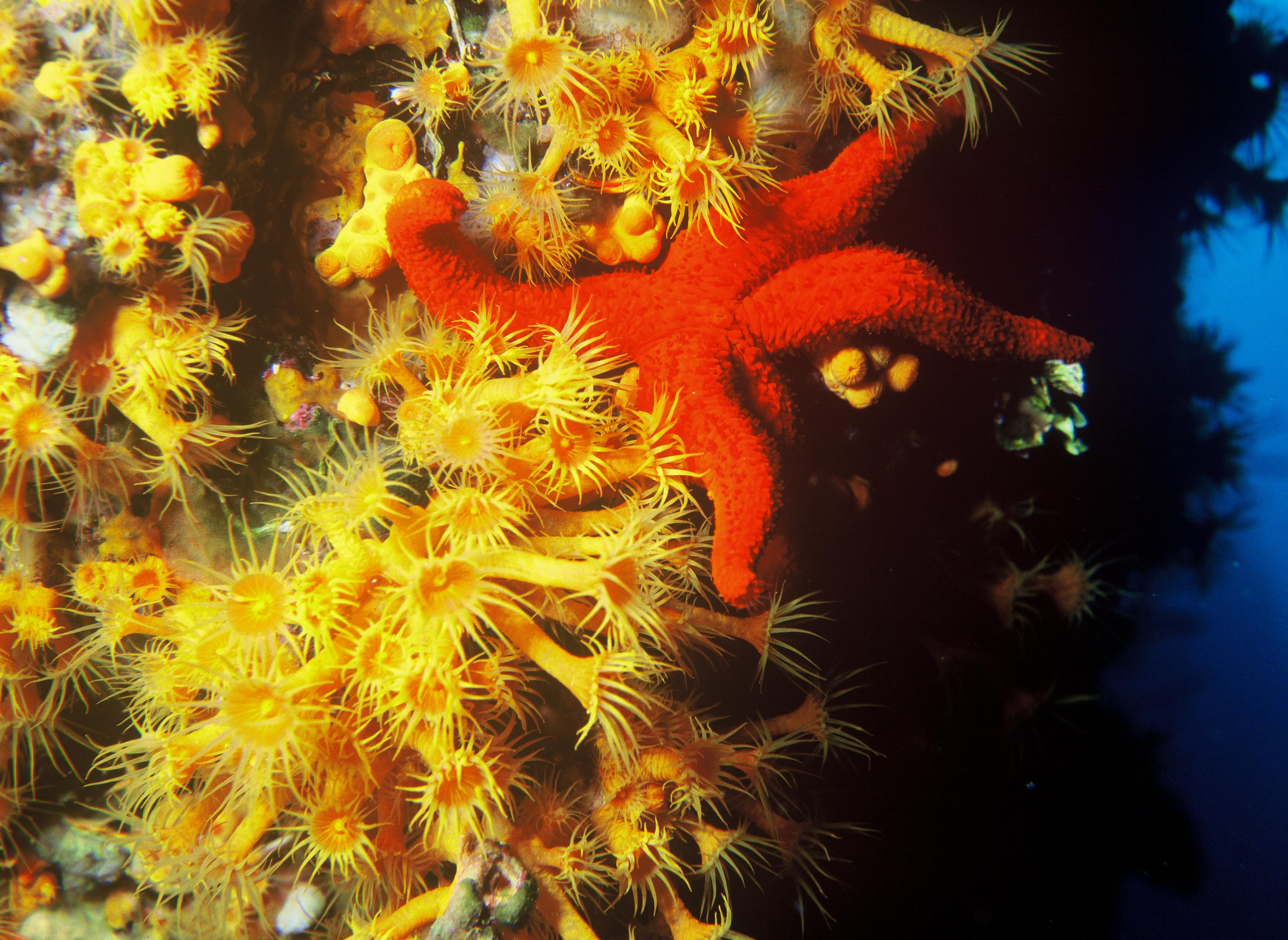
Gele korstanemoon van de orde Zoanthidea
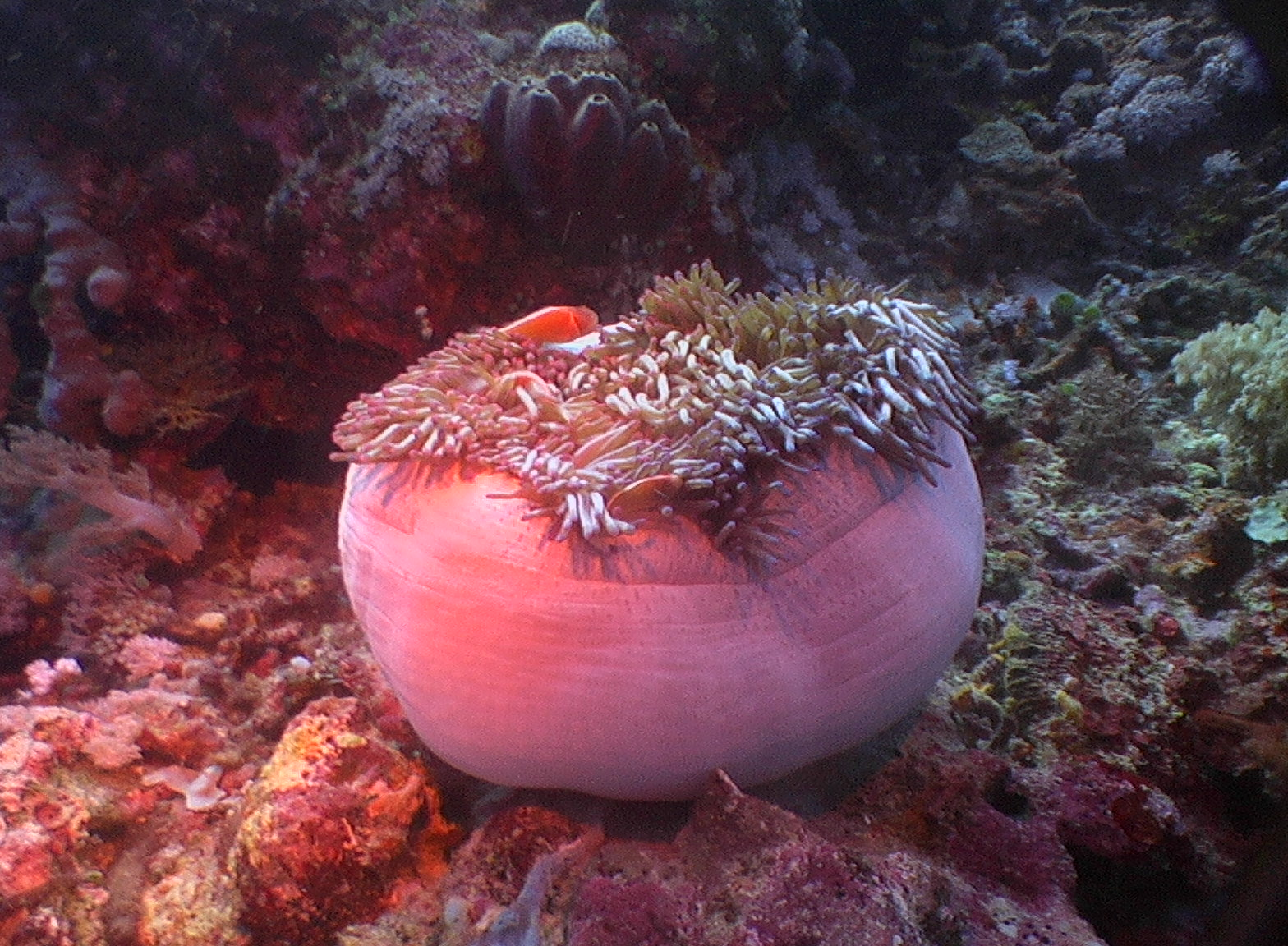
Zeeanemoon van de orde Actinaria (familie Stichodactylidae)
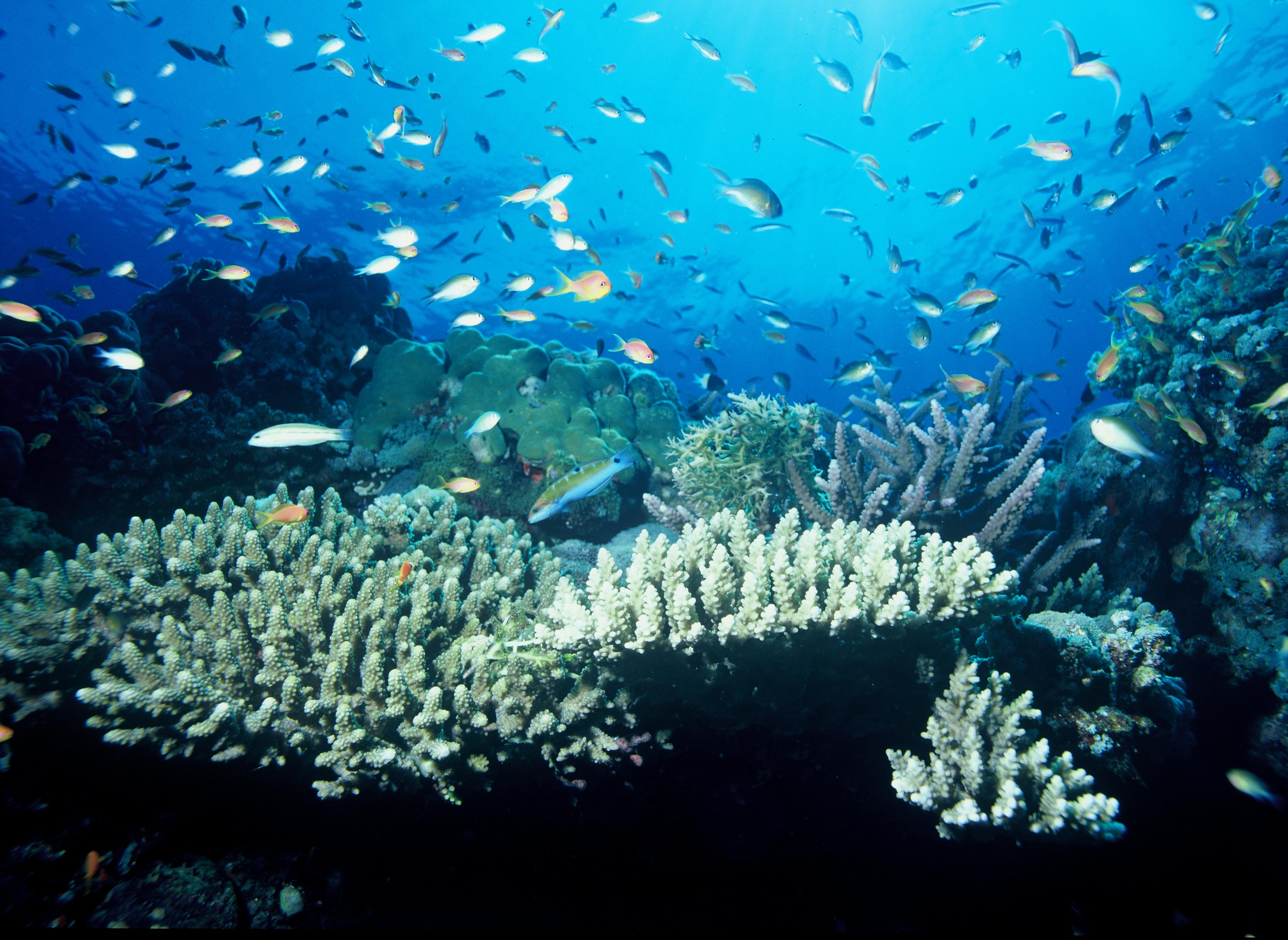
Steenkoraal van de orde Scleractinia